# Чемпіонат Франції з футболу (1927—1929)
Чемпіонат Франції з футболу 1927—1929 (фр. Championnat de France de football) — перша спроба Французької футбольної федерації створити загальнонаціональний чемпіонат Франції з футболу, який проіснував три сезони з 1927 по 1929 рік, і мав змінити чемпіонат USFSA (1894—1919).

## Історія
З моменту створення Французької футбольної федерації з 1920 року у Франції не проводився загальнонаціональний чемпіонат, клуби грали лише у регіональних лігах, а також у Кубку Франції. ФФФ вирішило відновити практику визначення чемпіона Франції і 1927 року пройшов перший чемпіонат країни під егідою ФФФ. У турнірі взяли участь переможці регіональних чемпіонатів, а першим чемпіоном став столичний СА (Париж).
В подальшому пройшло ще два турніри, переможцями яких стали «Стад Франсе» та «Марсель» відповідно, після чого турнір було припинено, оскільки регіональні федерації не зуміли домовитись щодо формату турніру.
Вже 1932 року ФФФ створив повноцінний професіональний чемпіонат, а з 1935 року відновився і розіграш аматорського чемпіонату Франції, який проходив аж до 1971 року.

## Переможці за роками
| Рік  | Переможець    |
| ---- | ------------- |
| 1927 | СА (Париж)    |
| 1928 | «Стад Франсе» |
| 1929 | «Марсель»     |